# Zierdtviridae

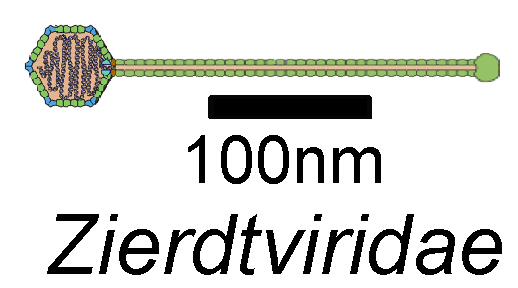
Schemazeichnung

Zierdtviridae ist eine im März 2025 neu eingerichtete Familie von Viren mit Kopf-Schwanz-Aufbau vom Morphotyp B (Siphoviren). Ihre Wirte sind Bakterien, was sie als Bakteriophagen klassifiziert.

## Beschreibung

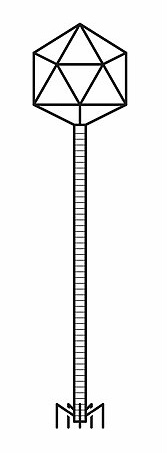
Schemazeichnung eines Virions vom Morphotyp der Siphoviren.

Die Viren der Familie Zierdtviridae sind alle lytisch, ihr dsDNA-Genom hat jeweils eine Länge ca. Die 65 kbp und ist mit einem 10 nt langen kohäsiven 3'-Terminus (Klebeende, „Sticky End“) abgeschlossen. Insgesamt teilen sich die Zierdtviridae 18 Homologe, weshalb sie einer gemeinsamen Virenfamilie zugeordnet werden.
Im Durchschnitt das Genom der Emilbogenvirinae (alias Petrovskivirinae) 66,51 kbp groß bei einem G+C-Gehalt von 65,69 mol% und kodiert 93 Proteine (keine tRNAs). Kodiert werden u. a. Thioredoxin, eine DnaE-artige DNA-Polymerase III, eine RuvC-artige Resolvase, eine DNA-Primase/Helikase, Lysin-Proteine A und B, 4 kleinere Schwanzproteine (minor tail proteins, mTP), ein Haupt-Schwanzprotein (major tail protein, MTP), Chaperone für den Zusammenbau des Schwanzes (tail assembly chaperone), Hauptkapsidprotein (MCP).
Das Genom der Toshachvirinae hat eine Länge von durchschnittlich 68,2 kbp bei einem G+C-Gehalt von 51,8 mol%. Es kodiert 94 Proteine und 4 tRNAs (Transfer-RNAs). Kodiert werden u. a. eine Ribonukleotidreduktase, DNA-Helikase, Thioredoxin, (ebenfalls) eine DnaE-artige DNA-Polymerase III, Lysin-Proteine A, Holin, zwei kleinere Schwanzproteine  (mTP), ein Haupt-Schwanzprotein (MTP), Chaperone für den Zusammenbau des Schwanzes, Thymidylat-Synthase.

## Systematik
Die Systematik der Zierdtviridae ist mit Stand 3./7. März 2025 (MSL#40v1) wie folgt:
Familie Zierdtviridae
- Unterfamilie Emilbogenvirinae (ursprünglich vorgeschlagen als Petrovskivirinae, provisorisch Actinobacteriophage Database Cluster CR[3]) – Wirte: Bakterien-Gattung Gordonia; hier ist nicht die Pflanzengattung Gordonia gemeint.
  - Gattung Commandariavirus
    - Spezies Commandariavirus commandaria, mit Gordonia-Phage Commandaria

  - Gattung Foxborovirus
    - Spezies Foxborovirus emianna, mit Gordonia-Phage Emianna
    - Spezies Foxborovirus foxboro, mit Gordonia-Phage Foxboro[5] – Wirt: Gordonia terrae 3612, Fundort: Foxboro (Wisconsin)[3]
    - Spezies Foxborovirus GTE8, mit Gordonia-Phage GTE8[6]
    - Spezies Foxborovirus kidneybean, mit Gordonia-Phage KidneyBean
    - Spezies Foxborovirus NatB6, mit Gordonia-Phage NatB6

  - Gattung Gruunavirus
    - Spezies Gruunavirus flapper, mit Gordonia-Phage Flapper
    - Spezies Gruunavirus GRU1, mit Gordonia-Phage GRU1[7] – Wirt: Gordonia rubripertincta Grub38, Fundort: Loganholme[8][9] (Queensland, Australien)[3]
    - Spezies Gruunavirus GTE5, mit Gordonia-Phage GTE5[7]
    - Spezies Gruunavirus turuncu, mit Gordonia-Phage Turuncu

  - Gattung Kablunavirus
    - Spezies Kablunavirus buggaboo, mit Gordonia-Phage Buggaboo
    - Spezies Kablunavirus kabluna, mit Gordonia-Phage Kabluna – Wirt: Gordonia terrae 3612, Fundort: Pittsburgh[3]
    - Spezies Kablunavirus nosilaM, mit Gordonia-Phage NosilaM

  - Gattung Pleakleyvirus
    - Spezies Pleakleyvirus pleakley, mit Gordonia-Phage Pleakley[10] – Wirt: Gordonia terrae NRRL B-16283, Fundort: Pensacola (Florida)[3]

  - Gattung Skysandvirus
    - Spezies Skysandvirus lollipop1437, mit Gordonia-Phage Lollipop1437
    - Spezies Skysandvirus patio, mit Gordonia-Phage Patio
    - Spezies Skysandvirus skysand, mit Gordonia-Phage Skysand – Wirt: Gordonia terrae 3612, Fundort: Williamsburg (Virginia)[3]

  - Gattung Sukkupivirus
    - Spezies Sukkupivirus idyn, mit Gordonia-Phage IDyn
    - Spezies Sukkupivirus marietta, mit Gordonia-Phage Marietta
    - Spezies Sukkupivirus nadinerae, mit Gordonia-Phage NadineRae
    - Spezies Sukkupivirus sukkupi, mit Gordonia-Phage Sukkupi – Wirt: Gordonia terrae 3612, Fundort: Gurabo, Puerto Rico[3]

- Unterfamilie Toshachvirinae (provisorisch - Actinobacteriophage Database Cluster EN) – Wirte: Bakterien-Gattung Corynebacterium und Verwandte
  - Gattung Ceetrepovirus
    - Spezies Ceetrepovirus C3PO (Corynebacterium-Virus C3PO)[11]
    - Spezies Ceetrepovirus darwin (Corynebacterium-Virus Darwin)[12]
    - Spezies Ceetrepovirus kimchi1738, mit Corynebacterium-Phage Kimchi1738 – Wirt: Corynebacterium vitaeruminis NCIB 9291,[13][3] Fundort: Birmingham (Alabama)
    - Spezies Ceetrepovirus stickynote, mit Corynebacterium-Phage Stickynote[14] – Wirt: Corynebacterium vitaeruminis NCIB 9291,[15][3] Fundort: Birmingham (Alabama)
    - Spezies Ceetrepovirus zion (Corynebacterium-Virus Zion)

  - Gattung Chunghsingvirus
    - Spezies Chunghsingvirus P1201 (Corynebacterium-Virus P1201)[16]

- ohne zugewiesene Unterfamilie (keine)

## Etymologie
Der Name Zierdtviridae ehrt den amerikanischen Mikrobiologen Charles Henry Zierdt, der einige der ersten Phagen von Cutibacterium acnes (früher Propionibacterium acnes, Corynebacterium acnes, Bacillus acnes) isolierte und untersuchte; der Suffix ‚-viridae‘ steht für Virenfamilien.
- Der Name Emilbogenvirinae ehrt Emil Bogen, der an Bakteriophagen und ihrer Anwendung in der Phagentherapie forschte.[18]
- Der Name Toshachvirinae ehrt die kanadische Pionierin Sheila Toshach (1921–1998). Sie erforschte Phagen mit Wirtsbakterien der Gattung Corynebacterium (inklusiver einiger Arten heute von dieser Gattung abgetrennten Spezies).  Die Absolventin der Hygieneschule der Universität Toronto isolierte 1950 ihren ersten dieser Phagen; ihre berufliche Laufbahn verbrachte sie im Labor für öffentliche Gesundheit der Universität von Alberta.[3]

Der Suffix ‚-virinae‘ steht für Virenunterfamilien.